# Lathuy
Lathuy (Nederlands: Laatwijk, Waals: Låtu) is een dorp in de Belgische provincie Waals-Brabant en een deelgemeente van Geldenaken. Tot 1 januari 1977 was het een zelfstandige gemeente.

## Bezienswaardigheden
- De Sint-Martinuskerk (Église Saint-Martin) is een van 1794.
- De Sint-Genovevakapel (Chapelle Sainte-Geneviève) is een betreedbare veldkapel van 1769.
- Het Château de Beaulieu werd gebouwd in 1777 en in 1803 door een nieuw kasteel vervangen. Na oorlogsschade tijdens de Tweede Wereldoorlog bleven slechts de dienstgebouwen over. In de jaren '60 van de 20e eeuw werd een nieuw herenhuis gebouwd. Het kasteel bevindt zich op een tientallen ha metend landgoed met een landschapstuin en een vijver, gevoed door de Ruisseau de Brocui.
- Het Château de Brancourt is een landhuis van 1780, gebouwd in Gobertangesteen.

## Natuur en landschap
Het dorp heeft steengroeven van witte zandsteen (Gobertangesteen). De hoogte aan de kerk bedraagt 110 meter.

## Demografische ontwikkeling
- Bronnen:NIS, Opm:1831 tot en met 1970=volkstellingen, 1976= inwonersaantal op 31 december

## Nabijgelegen kernen
Jodoigne-Souveraine, Jodoigne, Roux-Miroir
Deelgemeenten: Dongelberg · Geldenaken · Jauchelette · Lathuy · Malen · Opgeldenaken · Petrem · Sint-Jans-Geest · Sint-Remigius-Geest · Zittert-Lummen

Overige dorpen en gehuchten: Brocui · Genville · Gobertange · Herbais · Maison du Bois · Molembais-Saint-Josse · Piétremeau · Sint-Maria-Geest · Sart-Mélin

Belgische gemeenten · Arrondissement Nijvel · Waals-Brabant · Wallonië